# Sinopodisma punctata
Sinopodisma punctata is een rechtvleugelig insect uit de familie veldsprinkhanen (Acrididae). De wetenschappelijke naam van deze soort is voor het eerst geldig gepubliceerd in 1954 door Mishchenko.